# Neboissoperla
Genre
Neboissoperla est un genre d'insectes plécoptères de la famille des Gripopterygidae.

## Distribution
Les espèces de ce genre sont endémiques d'Australie.

## Liste des genres
Selon Plecoptera Species File :
- Neboissoperla alpina McLellan, 1971
- Neboissoperla monteithi Theischinger, 1982
- Neboissoperla spinulata Theischinger, 2002

## Publication originale
- McLellan, I. D. 1971 : A revision of Australian Gripopterygidae (Insecta: Plecoptera). Australian Journal of Zoology Supplementary Series, n. 2, p. 1-79.